# Narycia metacentra
Narycia metacentra är en fjärilsart som beskrevs av Edward Meyrick 1907. Narycia metacentra ingår i släktet Narycia och familjen säckspinnare. Inga underarter finns listade i Catalogue of Life.